# Linsorfjärden
Linsorfjärden är en fjärd i Finland. Den ligger i landskapet Egentliga Finland, i den sydvästra delen av landet, 160 km väster om huvudstaden Helsingfors.
Linsorfjärden avgränsas av Västra och Östra Linsor i norr, Stormälö i öster, Haverö i söder och Majholmen i nordväst. Den ansluter till Erstan i norr och Korsfjärden i söder.